# 印尼盾
（简作Rp，当地华人稱「印尼盾」），是印度尼西亚的法定货币，由印度尼西亚银行发行和控制，ISO 4217代碼為“IDR”。每盾可分为100分（sen），但由于通货膨胀，印尼所有以“分”为单位的纸币和硬币已经廢而不用。廖内群岛以及新几内亚岛的印尼部分（西伊里安）曾分别拥有自己的卢比货币，即廖内卢比和西伊里安卢比，但分别在1964年和1971年被纳入了国家盾。

## 名稱
“卢比”（Rupiah）一名源自印度斯坦语词语“rupiyaa”（‎, ），最源头则是表示“锻打的白银”（wrought silver）的梵文词汇“rupya”（रूप्य）。印尼人通常也用“perak”来代指卢比，这个词在印尼语中表示白银。印尼錢幣上鑄有印尼國徽和“Rupiah”字樣。由於印尼被荷蘭殖民期間使用的貨幣稱為，現時部分華人地區仍使用「印尼盾」稱呼印尼盧比。

## 歷史
印尼在1610年至1817年間曾使用荷屬東印度盾作為貨幣，在二戰由日本所佔領的时期開始出現Rupiah，至二戰結束由爪哇盧比（Java Rupiah）取代。
印尼盾於1949年11月2日首度發行，當時的廖內群島和新幾內亞仍使用非標準的貨幣——廖內盧比（Riau rupiah）與西伊里安盧比（West Irian rupiah），它們分別於1964年和1971年轉用印尼盾。至1965年12月13日為應付通貨膨脹，當局發行新的印尼盾，每新盾兌1000舊盾。
在1997年至1998年的亞洲金融風暴，印尼盾貶值了35%，成為了蘇哈托被推翻的主要因素之一。當時每一美元相等於2000至3000盾，至1998年6月更跌至每美元對16800盾。
印尼盾的輔幣分別有Rp5、Rp25、Rp50、Rp100、Rp500等幾種面額。而紙幣則有Rp100、Rp500、Rp1,000、Rp5,000、Rp10,000、Rp20,000、Rp50,000、Rp100,000等面額。

## 流通中的貨幣

### 硬幣
- 25 盾
  - 正面：印尼國徽
  - 背面：果實、面值
- 50 盾
  - 正面：印尼國徽
  - 背面：黑枕黃鸝、面值
- 100 盾
  - 正面：印尼國徽
  - 背面：棕树凤头鹦鹉、面值
- 200 盾
  - 正面：印尼國徽
  - 背面：長冠八哥、面值
- 500 盾
  - 正面：印尼國徽
  - 背面：茉莉花、面值
- 1000 盾
  - 正面：印尼國徽、面值
  - 背面：樂器、政府辦事處

### 紙幣
| 2016年版印尼盾鈔票（民族英雄系列） |      |         |            | |                                                          |                |
| 圖片                               | 圖片 | 幣值    | 主要用色   | 描述 | 描述                                                     | 發行日期       |
| 正面                               | 背面 | 幣值    | 主要用色   | 正面 | 背面                                                     | 發行日期       |
|                                    |      | 1,000   | 黃綠色     | 朱·穆蒂亞                                                                                                 | 蒂法舞；班達內拉                                         | 2016年12月19日 |
|                                    |      | 2,000   | 灰色       | 穆罕默德·胡斯尼·譚林                                                                                      | 盤子舞；西亚诺峡谷                                       | 2016年12月19日 |
|                                    |      | 5,000   | 褐色       | 伊达姆·哈立德                                                                                             | 中爪哇迎賓舞；布羅莫火山                                 | 2016年12月19日 |
|                                    |      | 10,000  | 紫色       | 弗蘭斯·凱西波                                                                                             | 帕卡雷纳舞；瓦卡托比國家公園                             | 2016年12月19日 |
|                                    |      | 20,000  | 綠色       | 薩姆·拉圖蘭吉                                                                                             | 鑼舞；德拉旺群島                                         | 2016年12月19日 |
|                                    |      | 50,000  | 淺藍色     | 朱安达·卡塔维查亚                                                                                         | 雷貢舞；科莫多国家公园                                   | 2016年12月19日 |
|                                    |      | 75,000  | 紅色和白色 | 蘇卡諾與穆罕默德·哈达、蘇卡諾宣布印尼獨立時群眾升起印尼國旗的場景、雅加達地鐵、跨爪哇收費公路、尤特法大桥 | 身穿印尼各族群傳統服飾的少年兒童，通過印尼上空的紅白衛星 | 2020年8月17日  |
|                                    |      | 100,000 | 淺紅色     | 蘇卡諾與穆罕默德·哈达                                                                                     | 巴達維族面具舞；拉賈安帕特群島                           | 2016年12月19日 |